# V.W.P
V.W.P（ブイダブリューピー）、またはV.W.P -Virtual Witch Phenomenon-とは、5人のメンバーで構成されるバーチャルアーティストグループ。KAMITSUBAKI STUDIO所属。

## 概略
2021年3月13日にメンバーの一人、花譜の2nd ONE-MAN LIVE「不可解弐Q2」内でデビュー。
ファンネームの総称は「観測者」であるが、もとは花譜を観測した者として名付けられており、2021年5月29日に放送された『花達と椿と君。』以降、メンバーごとに「観測者○組」と呼ばれる。

### メンバー
| 名前       | 欧文表記     | 活動開始日     | ファンの呼称 | 身長  |
| ---------- | ------------ | -------------- | ------------ | ----- |
| 花譜       | KAF          | 2018年10月18日 | 観測者花組   | 154cm |
| 理芽       | RIM          | 2019年10月18日 | 観測者芽組   | 160cm |
| 春猿火     | harusaruhi   | 2019年11月15日 | 観測者春組   | 167cm |
| ヰ世界情緒 | isekaijoucho | 2019年12月9日  | 観測者ヰ組   | 151cm |
| 幸祜       | koko         | 2020年10月25日 | 観測者幸組   | 162cm |

### 楽曲
カンザキイオリをメインコンポーザーとして花譜の「魔女」に連なる系譜として制作した楽曲は“（魔女の）系譜曲”と呼ばれ、5人全員で歌唱する。各メンバーがペアを組み替えて歌うデュエット楽曲もあり、それらは“（魔女の）派生曲”と呼ばれている。カンザキイオリのKAMITSUBAKI STUDIO卒業以降にリリースされている楽曲は新たに“拡声曲”と呼ばれるほか、2025年4月11日にはSFダークファンタジー・テキストアドベンチャーゲーム「都市from 神椿建設中。REGENERATE」の楽曲全5曲がリリースされた。リリースされている楽曲は全て2文字のタイトルに統一されている。
系譜曲の「輪廻」はテレビアニメ「マブラヴ オルタネイティヴ」第1期の、「再会」は第2期エンディングテーマとして用いられた。また第2期放送を前に第1期の再放送が行われた際はエンディングテーマに「輪廻」のアコースティックバージョンとなる「輪廻acoustic ver.」が用いられた。「変身」はゲーム「アーテリーギア-機動戦姫-」のテーマソングに用いられた。また、拡声曲の「飛翔」はフリューのアクションRPG「クライマキナ/CRYMACHINA」のイメージソングとして用いられた。同じく拡声曲の「切札」はテレビアニメ「カードファイト!! ヴァンガード DivineZ」オープニングテーマに起用された。2025年4月から放送されているアニメ「未ル　わたしのみらい」のオープニング主題歌に「愛詩」が使用されている。
「魔女」「電脳」をはじめとする系譜曲の全15曲を収録した1stアルバム「運命」が2023年8月21日に発売。続いて「飛翔」「感情」をはじめとする拡声曲の全15曲が収録された2枚目となる2ndアルバム「覚醒」が2024年3月27日に発売された。また2025年3月26日には「魔法」「魔的」「不的」をはじめとする全20曲を収録した派生曲の1stアルバム「繁殖」が発売された。
2024年5月23日に公開されたMV「未遂」にて後に同年5月31日にV.W.Pメンバー全員の身長が八咫烏衣装バージョンで初めて公式発表された。

### 配信
V.W.P YouTubeチャンネルでは、2023年9月22日からラジオ番組「神椿魔女部 from 神椿無電」が放送されている。また、2023年6月27日には南島原市のふるさと納税とのコラボレーションプロジェクトについての配信が放送された。

### 衣装
デビューの『花譜 2nd ONE-MAN LIVE「不可解弐Q2」』では「魔女歌唱用形態 花魁鳥」、『V.W.P 1st ONE-MAN LIVE「現象」』では「魔女歌唱用形態　花魁鳥 Revolutions」という3Dモデルが披露された。2024年1月13日の『V.W.P 2nd ONE-MAN LIVE「現象Ⅱ -魔女拡成-」』では、「魔女特殊歌唱用形態 八咫烏」が披露された。

### テレビアニメ
2025年7月3日よりTBS系列で放送されているテレビアニメ「神椿市建設中。」にて登場人物の“魔女の娘”の声優として出演している。それぞれ花譜は森先化歩、理芽は谷置狸眼、春猿火は朝主派流、ヰ世界情緒は夜河世界、幸祜は輪廻此処として出演。そのほか、オープニングテーマ「歌姫」、エンディングテーマ「追憶」を担当している。

## 出演

### 映画
- 劇場先行版『神椿市建設中。 魔女の娘 -Witchling-』（魔女の娘役（花譜：森先化歩、理芽：谷置狸眼、春猿火：朝主派流、ヰ世界情緒：夜河世界、幸祜：輪廻此処）、2025年6月13日〜2週間限定公開）

### テレビ番組
- メタバース音楽番組「MUSIC VERSE」第9回（2023年12月28日、日本テレビ）[38][注釈 3]
- テレビアニメ「神椿市建設中。」（魔女の娘役（花譜：森先化歩、理芽：谷置狸眼、春猿火：朝主派流、ヰ世界情緒：夜河世界、幸祜：輪廻此処）、2025年7月3日 - ）

### ライブイベント
- 花譜 2nd ONE-MAN LIVE「不可解弐Q2」（2021年3月13日） - V.W.P結成[10][9]
- 「魔女集会」JOINT LIVE（2022年4月15日、豊洲PIT）[40]
- V.W.P 1st ONE-MAN LIVE「現象」（2022年4月16日、豊洲PIT）[20][40][41]
- 「BREAK OUT祭　融合 -FUSION-」（2021年7月9日、テレビ朝日）[42]
- VTuber Fes Japan 2022 DAY2（2022年4月30日、幕張メッセ）[43]
- オンラインライブフェス 「xR ARTISTS SUPER FES 2022」（2022年7月2日–3日）[44]
- 花譜 3rd ONE-MAN LIVE 「不可解参（狂）」（2022年8月24日、日本武道館） - ゲスト出演[45]
- 「KAMITSUBAKI FES ’23」（2023年3月30日–31日、豊洲PIT）[46][47]
- 「拡声前夜」(2023年12月29日、YouTubeでの無料配信)[48]
- V.W.P 2nd ONE-MAN LIVE「現象Ⅱ -魔女拡成-」(2024年1月13日、国立代々木競技場第一体育館)[22][49]
- V.W.P 2nd ONE-MAN LIVE「現象Ⅱ -魔女拡成-（再）」(2024年11月2日、幕張メッセ)
- V.W.P 3rd ONE-MAN LIVE「現象Ⅲ -神椿市探訪中-」（2025年3月27日、配信）
- V.W.P Virtual mini live「拡張前夜」（2025年7月7日、YouTube）

### 展示会
- 「神椿展」 & 「V.W.P展」（2021年12月4日–2022年1月29日、代官山 ALMANAC）[50][51]

## ディスコグラフィ

### デジタルシングル
| No.  | 曲名               | リリース日                        | 作詞・作曲・編曲・プロデュース                                                              |
| ---- | ------------------ | --------------------------------- | ------------------------------------------------------------------------------------------- |
| 1st  | 電脳               | 2021年6月16日                     | カンザキイオリ                                                                              |
| 2nd  | 輪廻               | 2021年11月3日                     | カンザキイオリ                                                                              |
| 3rd  | 変身               | 2021年11月17日                    | カンザキイオリ（作曲・作詞） 安宅秀紀（編曲）                                               |
| 4th  | 言霊               | 2022年1月21日                     | カンザキイオリ                                                                              |
| 5th  | 共鳴               | 2022年7月27日                     | カンザキイオリ                                                                              |
| 6th  | 輪廻 acoustic ver. | 2022年12月21日                    | カンザキイオリ                                                                              |
| 7th  | 再会               | 2022年12月21日                    | カンザキイオリ                                                                              |
| 8th  | 魔女(真)           | 2023年5月24日                     | カンザキイオリ（作詞・作曲） たかやん（作詞） 近藤芳樹（編曲）                              |
| 9th  | 定命               | 2023年6月19日                     | カンザキイオリ（作詞・作曲） 宅見将典（編曲）                                               |
| 10th | 玩具               | 2023年7月12日                     | カンザキイオリ                                                                              |
| 11th | 飛翔               | 2023年8月2日                      | 笹川真生                                                                                    |
| 12th | 祭壇               | 2023年8月16日                     | カンザキイオリ                                                                              |
| 13th | 秘密               | 2023年10月11日                    | カンザキイオリ（作詞・作曲） 宅見将典（編曲）                                               |
| 14th | 感情               | 2023年12月30日                    | AMAMOGU（作詞） 松田純一、MILKEY（作曲） 朝比奈健人（編曲）                                 |
| 15th | 切札               | 2024年1月17日                     | 廉（作詞・作曲） 朝比奈健人（編曲）                                                         |
| 16th | 同盟               | 2024年3月6日                      | Kanata Okajima、Hayato Yamamoto（作詞・作曲） MEG（MEGMETAL）（作曲）                       |
| 17th | 花束               | 2024年3月20日                     | 香椎モイミ                                                                                  |
| 18th | 未遂               | 2024年3月27日（覚醒よりリリース） | Goat（作詞・作曲・編曲・プロデュース）                                                      |
| 19th | 強気               | 2024年3月27日（覚醒よりリリース） | Kanata Okajima、栗原暁（Jazzin'park）（作詞・作曲） 久保田真悟（Jazzin'park）（作曲・編曲） |
| 20th | 暁光               | 2024年3月27日（覚醒よりリリース） | 廉（作詞・作曲） 朝比奈健人（編曲）                                                         |
| 21st | 真偽               | 2025年2月26日                     | 他人事（作詞・作曲） 朝比奈健人（編曲）                                                     |
| 22nd | 神話               | 2025年4月11日                     | Neuron(Empty old City)（作詞・作曲） 朝比奈健人（編曲）                                     |
| 23rd | 愛詩               | 2025年4月23日                     | Hibiki（作詞） 上松範康（作曲） 竹田祐介（編曲）                                            |
| 24th | 歌姫               | 2025年7月4日                      | 笹川真生                                                                                    |
| 25th | 追憶               | 2025年7月9日                      | Kanata Okajima（作詞･作曲） Shao Hao、Nay Shalom（作詞･作曲･編曲） Itamar Lapidot（編曲）   |

### EP
| No. | 曲名 | リリース日     | 収録楽曲                                                                                    |
| --- | ---- | -------------- | ------------------------------------------------------------------------------------------- |
| 1st | 再会 | 2022年12月21日 | 1. 再会 2. 輪廻 acoustic ver. 3. 再会（Instrumental） 4. 輪廻 acoustic ver.（Instrumental） |

### シングル
| 曲名 | リリース日    | 収録楽曲                                                                                                |
| ---- | ------------- | --- |
| 歌姫 | 2025年7月30日 | 1. 歌姫 2. 追憶 3. 歌姫 instrumental 4. 追憶 instrumental 5. WITCHES' HOLIDAY(スペシャルボイストラック) |

### アルバム(系譜曲・拡声曲)
|     | 発売日        | タイトル | 収録曲 |
| --- | ------------- | -------- | --- |
| 1st | 2023年8月21日 | 運命     | 1. 開幕 2. 魔女 3. 共鳴 4. 電脳 5. 祭壇 6. 秘密 7. 言霊 8. 玩具 9. 宣戦 10. 定命 11. 変身 12. 輪廻 13. 再会 14. 魔女(真) 15. 仮想 |
| 2nd | 2024年3月27日 | 覚醒     | 1. 侵入 2. 欲望 3. 感情 4. 強気 5. 飛翔 6. 明日 7. 分裂 8. 未遂 9. 遊戯 10. 切札 11. 暁光 12. 花束 13. 天命 14. 同盟 15. 顕在     |

### アルバム(派生曲)
|     | 発売日        | タイトル | 収録曲 |
| --- | ------------- | -------- | --- |
| 1st | 2025年3月26日 | 繁殖     | DISC1 1. 歯車 2. 刻印 3. 牢獄 4. 逆絶 5. 深淵 6. 暗闇 7. 残火 8. 夢魔 9. 甘粒 10. 魔法 DISC2 1. 本懐 2. 泡沫 3. 生存 4. 愛憎 5. 一服 6. 私的 7. 不的 8. 素的 9. 魔的 feat.花譜 10. 古傷 |

### オリジナル楽曲（系譜曲・拡声曲）
| No.  | 総称                              | 曲名                | YouTubeでの公開日 | 作詞・作曲・編曲                                                                            | その他                                                                                            |
| ---- | --------------------------------- | ------------------- | ----------------- | ------------------------------------------------------------------------------------------- | ------------------------------------------------------------------------------------------------- |
| (#1) | 系譜曲                            | 魔女(真) Short Ver. | 2021年3月21日     | カンザキイオリ（作詞・作曲） たかやん（作詞） rionos（編曲）                                |                                                                                                   |
| #1   | 系譜曲                            | 電脳                | 2021年6月20日     | カンザキイオリ                                                                              | Shoma Ito（ギター）                                                                               |
| #2   | 系譜曲                            | 輪廻                | 2021年11月3日     | カンザキイオリ                                                                              | アニメ「マブラヴオルタネイティヴ」第1期OPテーマ                                                   |
| #3   | 系譜曲                            | 変身                | 2021年11月8日     | カンザキイオリ（作曲・作詞） 安宅秀紀（編曲）                                               |                                                                                                   |
| #4   | 系譜曲                            | 言霊                | 2022年1月21日     | カンザキイオリ                                                                              |                                                                                                   |
| #5   | 系譜曲                            | 共鳴                | 2022年7月27日     | カンザキイオリ                                                                              |                                                                                                   |
| #6   | 系譜曲                            | 輪廻 acoustic ver.  | 2022年10月4日     | カンザキイオリ（アレンジ） Sosuke Oikawa（編曲）                                            | Sosuke Oikawa（ピアノ） Shoma Ito（ギター） アニメ「マブラヴオルタネイティヴ」第1期再放送EDテーマ |
| #7   | 系譜曲                            | 再会                | 2022年12月21日    | カンザキイオリ                                                                              | Shoma Ito（ギター） アニメ「マブラヴオルタネイティヴ」第2期EDテーマ                               |
| #8   | 系譜曲                            | 魔女(真)            | 2023年5月24日     | カンザキイオリ（作詞・作曲） たかやん（作詞） 近藤芳樹（編曲）                              |                                                                                                   |
| #9   | 系譜曲                            | 定命                | 2023年6月27日     | カンザキイオリ（作詞・作曲） Takumi Masanori（編曲）                                        | [ 注釈 4 ]                                                                                        |
| #10  | 系譜曲                            | 玩具                | 2023年7月12日     | カンザキイオリ                                                                              | [ 注釈 4 ]                                                                                        |
| #11  | 拡声曲                            | 飛翔                | 2023年8月2日      | 笹川真生                                                                                    | フリューゲーム アクションRPG「クライマキナ/CRYMACHINA」イメージソング                             |
| #12  | 系譜曲                            | 祭壇                | 2023年8月23日     | カンザキイオリ                                                                              | [ 注釈 5 ]                                                                                        |
| #13  | 系譜曲                            | 秘密                | 2023年11月8日     | カンザキイオリ（作詞・作曲） 宅見将典（編曲）                                               | [ 注釈 4 ]                                                                                        |
| #14  | 拡声曲                            | 感情                | 2023年12月30日    | AMAMOGU（作詞） 松田純一、MILKEY（作曲） 朝比奈健人（編曲）                                 |                                                                                                   |
| #15  | 拡声曲                            | 切札                | 2024年1月13日     | 廉（作詞・作曲） 朝比奈健人（編曲）                                                         | アニメ「カードファイト!! ヴァンガード Divinez」OPテーマ                                           |
| #16  | 拡声曲                            | 同盟                | 2024年3月6日      | kotoha Okajima、Hayato Yamamoto（作詞・作曲） MEG（MEGMETAL）（作曲）                       |                                                                                                   |
| #17  | 拡声曲                            | 花束                | 2024年3月27日     | 香椎モイミ                                                                                  |                                                                                                   |
| #18  | 拡声曲                            | 未遂                | 2024年5月23日     | Goat（作詞・作曲・編曲・プロデュース）                                                      |                                                                                                   |
| #19  | 拡声曲                            | 強気                | 2024年6月29日     | Kanata Okajima、栗原暁（Jazzin'park）（作詞・作曲） 久保田真悟（Jazzin'park）（作曲・編曲） |                                                                                                   |
| #20  | 拡声曲                            | 暁光                | 2024年8月29日     | 廉（作詞・作曲） 朝比奈健人（編曲）                                                         |                                                                                                   |
| #21  | 都市from 神椿市建設中。REGENERATE | 真偽                | 2025年2月26日     | 他人事（作詞・作曲） 朝比奈健人（編曲）                                                     | SFダークファンタジー・テキストアドベンチャーゲーム「神椿建設中。REGENERATE」OPテーマ              |
| #22  | 都市from 神椿市建設中。REGENERATE | 神話                | 2025年4月11日     | Neuron（Empty old City）（作詞・作曲） 朝比奈健人（編曲）                                   | SFダークファンタジー・テキストアドベンチャーゲーム「神椿建設中。REGENERATE」挿入歌                |
| #23  | 未ル わたしのみらい               | 愛詩                | 2025年4月23日     | Hibiki（作詞） 上松範康（作曲） 竹田祐介（編曲）                                            | アニメ「未ル わたしのみらい」OP主題歌                                                             |
| #24  | 神椿市建設中。                    | 追憶                | 2025年7月9日      | Kanata Okajima（作詞･作曲） Shao Hao、Nay Shalom（作詞･作曲･編曲） Itamar Lapidot（編曲）   | アニメ「神椿市建設中。」ED主題歌                                                                  |
| #25  | 神椿市建設中。                    | 歌姫                | 2025年7月30日     | 笹川真生                                                                                    | アニメ「神椿市建設中。」OP主題歌                                                                  |
| -    | 拡声曲                            | 欲望                | -                 | biz.ZERA（作詞・作曲・編曲） Li-OH（編曲）                                                  |                                                                                                   |
| -    | 拡声曲                            | 天命                | -                 | biz.ZERA（作詞・作曲・編曲） Li-OH（編曲）                                                  |                                                                                                   |
| -    | 拡声曲                            | 明日                | -                 | MIMI（作詞・作曲） 朝比奈健人（編曲）                                                       |                                                                                                   |
| -    | 拡声曲                            | 分裂                | -                 | Goat（作詞・作曲・編曲・プロデュース）                                                      |                                                                                                   |
| -    | 拡声曲                            | 遊戯                | -                 | Goat（作詞・作曲・編曲・プロデュース）                                                      | 日常侵食型ミステリーゲーム「Project:;COLD2.0 ALTÆ CARNIVAL」テーマソング                          |
| -    | -                                 | 照射                | -                 | Goat（作詞・作曲・編曲）                                                                    | バーチャル舞台劇「御伽噺（染）」V.W.P劇中歌                                                       |
| -    | 都市from 神椿市建設中。REGENERATE | 流転                | -                 | tokiwa（作詞・作曲） 朝比奈健人（編曲）                                                     | SFダークファンタジー・テキストアドベンチャーゲーム「神椿建設中。REGENERATE」挿入歌                |
| -    | 都市from 神椿市建設中。REGENERATE | 決意                | -                 | 廉（作詞・作曲） 朝比奈健人（編曲）                                                         | SFダークファンタジー・テキストアドベンチャーゲーム「神椿建設中。REGENERATE」挿入歌                |
| -    | 都市from 神椿市建設中。REGENERATE | 反逆                | -                 | 香椎モイミ                                                                                  | SFダークファンタジー・テキストアドベンチャーゲーム「神椿建設中。REGENERATE」挿入歌                |
| -    | 系譜曲                            | 宣戦                | -                 | カンザキイオリ（作詞・作曲）                                                                | [ 注釈 6 ] [ 注釈 5 ]                                                                             |

### オリジナル楽曲（派生曲）
| 曲名              | YouTubeでの公開日 | 歌唱              | 作詞・作曲・編曲                                      | その他 |
| ----------------- | ----------------- | ----------------- | ----------------------------------------------------- | --- |
| まほう feat. 理芽 | 2020年11月24日    | 花譜×理芽         | カンザキイオリ（作詞・作曲） 及川創介（編曲）         | |
| 深淵              | 2021年6月18日     | ヰ世界情緒×花譜   | 香椎モイミ                                            | ＄ＫＩＹＡＫＩ＄ＫＩ（Mix） スマートフォン向けゲーム『ブラック・サージナイト』のイメージソング                          |
| 魔的 feat. 花譜   | 2021年7月20日     | 花譜×理芽         | 笹川真生（作詞・作曲）                                | [ 注釈 7 ] |
| 刻印              | 2022年7月12日     | ヰ世界情緒×幸祜   | 柊マグネタイト                                        | C'Na（ギター） ＄ＫＩＹＡＫＩ＄ＫＩ（Mix） ゲーム「アーテリーギア-機動戦姫-」イベントソング                             |
| 牢獄              | 2022年7月13日     | 春猿火×ヰ世界情緒 | 平田義久（作詞・作曲・編曲） Fra（Rap詞）             | 神作（Mix） |
| 暗闇              | 2022年7月15日     | 花譜×ヰ世界情緒   | 大沼パセリ（作詞・作曲） 安宅秀紀（編曲）             | スマートフォン向けゲーム「アーテリーギア-機動戦姫-」期間限定イベント【魔法少女エリカ】イメージソング                    |
| 泡沫              | 2022年9月17日     | ヰ世界情緒×理芽   | 廉                                                    | ＄ＫＩＹＡＫＩ＄ＫＩ（Mix）                                                                                             |
| 古傷              | 2022年10月16日    | 幸祜×春猿火       | 大沼パセリ（作詞・作曲） 安宅秀紀（編曲）             | ＄ＫＩＹＡＫＩ＄ＫＩ（Mix）                                                                                             |
| 生存              | 2023年5月17日     | ヰ世界情緒✕春猿火 | 大沼パセリ（作詞・作曲） 安宅秀紀（編曲）             | ＄ＫＩＹＡＫＩ＄ＫＩ（Mix） スマートフォン向けゲームアプリ「アーテリーギア-機動戦姫-」イベントソング                    |
| 逆絶              | 2023年7月19日     | 春猿火✕幸祜       | Feryquitous                                           | TRPGプロジェクト「神椿市建設中。NARRATIVE」第弐章テーマソング                                                           |
| 不的              | 2023年7月26日     | 理芽×ヰ世界情緒   | 笹川真生                                              | 銘苅麻野（バイオリン） 池田洋（Mix） 木村健太郎（マスタリング） TRPGプロジェクト「神椿市建設中。NARRATIVE」テーマソング |
| 歯車              | 2023年10月5日     | 幸祜×花譜         | 廉                                                    | |
| 残火              | 2023年11月15日    | 春猿火×花譜       | 牛肉（作詞） 雄之助（作曲・編曲）                     | [ 注釈 4 ] |
| 素的              | 2024年2月21日     | 理芽×幸祜         | 笹川真生                                              | [ 注釈 4 ] |
| 魔的              | 2024年3月13日     | 理芽×花譜         | 笹川真生                                              | |
| 私的              | 2024年5月1日      | 理芽×春猿火       | 笹川真生                                              | |
| 夢魔              | 2024年11月20日    | 花譜×春猿火       | AMAMOGU（作詞） MILKEY（作曲） 松田純一（作曲・編曲） | |
| 本懐              | 2024年12月11日    | 春猿火×理芽       | tokiwa                                                | |
| 甘粒              |                   | 幸祜×理芽         | Neuron（Empty old City）（作詞・作曲） YUBA（編曲）   | |
| 愛憎              |                   | 幸祜×ヰ世界情緒   | HiFi-P                                                | |
| 一服              |                   | 花譜×幸祜         | 内緒のピアス                                          | |

## 音楽的同位体
V.W.Pメンバーの声を元にして製作されたCeVIO AIの合成音声ソングボイスソフトウェアのシリーズ。メンバーとは似て非なる存在とされており、製品名はメンバーの同音異字、容姿は各メンバーをベースに白を基調としてリデザインされたものとなっている。コンセプトは『「聴く」から「創る」へ。』。2023年3月30日から31日に豊洲PITで開催された「KAMITSUBAKI FES ’23」にも登場し、合成音声ユニット「V.I.P -Virtual Isotope Phenomenon-」の結成が発表された。
| 製品名 | 音声提供者 | CeVIO AI発売日 |
| ------ | ---------- | -------------- |
| 可不   | 花譜       | 2021年7月7日   |
| 星界   | ヰ世界情緒 | 2022年5月20日  |
| 裏命   | 理芽       | 2022年10月25日 |
| 狐子   | 幸祜       | 2023年1月25日  |
| 羽累   | 春猿火     | 2023年11月13日 |